# Mormonia loretta
Mormonia loretta là một loài bướm đêm trong họ Noctuidae.